# Raaz
Série
Raaz: The Mystery Continues
(2009)
Pour plus de détails, voir Fiche technique et Distribution.
Raaz (राज़) est un film indien réalisé par Vikram Bhatt, sorti le 2 février 2002.
le film met en vedette Dino Morea et Bipasha Basu.

## Synopsis
Le film narre l'histoire d'un couple qui connait une crise. Pour surmonter ses difficultés, le couple décide d'aller quelque temps dans une maison de campagne. Néanmoins la maison se révèle être hantée.

## Fiche technique
- Titre : Raaz
- Titre original : राज़
- Réalisation : Vikram Bhatt
- Scénario : Mahesh Bhatt et Girish Dhamija
- Musique : Raju Rao, Shravan Rathod et Nadeem Saifi
- Photographie : Pravin Bhatt
- Montage : Amit Saxena
- Production : Mukesh Bhatt
- Société de production : Bhatt Productions, Tips Films, Vishesh Films et Vishresh Entertainment
- Pays :  Inde
- Genre : Drame, horreur, film musical, romance et thriller
- Durée : 151 minutes
- Dates de sortie : 
  -  Inde : 1er février 2002

## Distribution
- Dino Morea : Aditya Dhanraj
- Bipasha Basu : Sanjana Dhanraj
- Malini Sharma : Malini
- Ashutosh Rana : professeur Agni Swaroop
- Mink Brar : Nisha
- Vishwajeet Pradhan :  Ajay
- Ali Asgar : petit amis de Nisha
- Pratima Kazmi : femme de Robert
- Shruti Ulfat : Priya
- Anang Desai : père d'Aditya [2]

## Box office
Le film fut un succès au box office : il récolta près de 775 200 000 de roupies.

## Autour du film
Pour son interprétation Bipasha Basu fut acclamée par la critique et reçut une nomination aux Filmfare Awards dans la catégorie meilleure actrice.